# Diomeda (schiava di Achille)
Nella mitologia greca, Diomeda era una schiava di Achille, figlia di Forbante, che Omero ricorda nel nono libro dell'Iliade mentre giace a fianco dell'eroe al momento in cui gli ambasciatori greci visitano la sua tenda per invitarlo a deporre la sua ira. Fu fatta prigioniera dall'isola di Lesbo.